# Osker
Osker était un groupe de punk rock et pop punk, originaire de Los Angeles, en Californie. Formé en 1998, il est emmené par le chanteur et guitariste Devon Williams. Le groupe se sépare en 2002.

## Biographie
Osker est formé à Los Angeles, en Californie. Le chanteur et guitariste Devon Williams, né en 1982, était encore au lycée lorsque le groupe a vu le jour, et avait tout juste 20 ans lors de leur séparation en 2002.
Signé chez Epitaph, Osker sort en 2000 et 2001, coup sur coup, deux albums studio qui ont fait date selon les critiques. Le premier Treatment 5 offre un son punk plutôt classique mais solide, avec des paroles axées sur les angoisses adolescentes (teen angst), mais déjà très sarcastiques et pleines de mépris et de colère, mais aussi de sincérité, Devon étant particulièrement connu pour sa franchise,,. La tendance qu'avait le groupe à insulter le public lors de ses concerts et à publier sur son site internet des diatribes sur des sujets variés s'ajoutant à cela, Osker gagne vite la réputation d'être le groupe de punk le plus méchant et le plus haï d'Epitaph. Devon ne cherche pas d'excuses ni d'échappatoires, il dit ce qu'il pense sans se soucier des conséquences.
En 2001, Osker collabore de nouveau avec le producteur Mike Trujillo pour ce qui s'avère être leur second et dernier album Idle Will Kill, aux paroles toujours aussi cyniques et en colère. Les mélodies prennent leurs distances avec le son punk traditionnel et, avec le recul, peuvent apparaître aujourd'hui comme un premier pas vers le son du nouveau groupe de Devon (et dans lequel joue Dave), Fingers-Cut, Megamachine. C'était grâce à Mike, à qui Devon avait envoyé une démo pour recueillir un simple avis, qu'Osker avait eu l'occasion de signer chez Epitaph. Devon et Dave laissent tomber le groupe en février 2002. Après le départ de Phil Drazik, qui joue désormais dans le groupe de hardcore End on End, Osker connait une succession de batteurs sans jamais arriver à posséder une formation stable.
Le 12 juin 2006, Devon Williams annonce sur son blog avoir fermé le site officiel de Fingers-Cut, Megamachine. Durant l'été, il joue une série de concerts sous son nom propre. Dave Benitez participe pour sa part à un nouveau projet, The Black Heartthrobs. Tout ceci laisse l'avenir de Fingers-Cut, Megamachine en suspens.

## Membres
- Devon Williams - chant, guitare
- Dave Benitez - basse
- Phil Drazik - batterie

## Discographie
- 2000 : Treatment 5
- 2001 : Idle Will Kill